# Cheltenham
Pour les articles homonymes, voir Cheltenham (homonymie).
Cheltenham est une ville et une station thermale du comté anglais de Gloucestershire près de Gloucester et de Cirencester. La devise de la ville est : Salubritas et Eruditio (Santé et Education en latin).
Le nom actuel de la ville dérive de l'anglo-saxon Celtenhomme (« la ville au pied de la colline »).

## Géographie
La ville située au bord des Cotswolds est considérée par le reste du pays comme « respectable » et prospère, voire tout simplement bourgeoise. Cheltenham est une station thermale pour les cures de soin ou simplement pour les vacances depuis la découverte d'une source d'eau minérale, dont les bienfaits furent reconnus au début du XVIIIe siècle.

## Histoire
La ville a reçu une charte de marché en 1226, mais il reste peu de son histoire antérieure à la station thermale, qui fut établie par le capitaine Henry Skillicorne en 1716. Les eaux thermales continuent d'être prises à des fins récréatives au « Pittville Pump Room », construit à cet effet et complété en 1830. Le succès de Cheltenham en tant que ville thermale se reflète dans la gare, qui est encore appelée Cheltenham Spa comme des installations de spa dans d'autres villes inspirées de son nom.
Le lieu de la première cure porte toujours le nom de Royal Well (le puits royal), car le roi George III, touché par la porphyrie, y venait en cure. En 1830, un certain Joseph Pitt construisit d'autres thermes, un impressionnant bâtiment néo-classique érigé dans le parc Pittville. De nombreuses traces de cette époque ont survécu, essentiellement d'architecture néo-classique à l’italienne, évocation des pays méditerranéens, dans les noms des places et des rues tels que Tivoli Gardens et Montpellier Avenue. 
Les courses de chevaux ont commencé à Cheltenham en 1815. Elles sont devenues une attraction d'envergure nationale après la création du festival de musique en 1902. Si le nombre de visiteurs de la station thermale a diminué, l'hippodrome attire toujours des dizaines de milliers de personnes par jour lors du festival annuel.
Le 1er avril 1974, en vertu du Local Government Act de 1972, l'arrondissement de Cheltenham a fusionné avec le district urbain de Charlton Kings pour former le district non-métropolitain de Cheltenham. Quatre paroisses — Swindon Village, Up Hatherley, Leckhampton et Prestbury — ont été réunies au district de Cheltenham depuis le district de Tewkesbury en 1991.
La ville abrite le Government Communications Headquarters (GCHQ), le service britannique de renseignements électroniques, où travaillent 6 400 personnes.

## Patrimoine
L'église paroissiale anglicane de Cheltenham est l'église Sainte-Marie datant du XIe siècle, seul édifice médiéval de la ville. On peut y remarquer un vitrail en rosace du XIVe siècle et le blason royal qui rappelle la visite de George III.
À la suite de l'expansion de la population, l'absorption des villages environnants et les efforts des deux missions évangéliques et catholiques, la ville possède un grand nombre d'autres églises dont l'église de la Trinité (Trinity Church), l'une des plus grandes congrégations anglicanes en dehors de Londres, et celle de la Toussaint dont le père du compositeur Gustav Holst était l'organiste.
La ville est célèbre pour son architecture de style Régence qu'elle symbolise en Angleterre. Beaucoup de bâtiments sont répertoriés, y compris la synagogue, d'après Nikolaus Pevsner, l'un des meilleurs historiens de l'art de Grande-Bretagne.

### Musée
Le Cheltenham Art Gallery & Museum possède une remarquable collection d'arts décoratifs du mouvement Arts & Crafts. Le Holst Birthplace Museum contient des effets personnels du compositeur de The Planets, y compris son piano. Il comprend également une cuisine de l'époque victorienne et une blanchisserie, un salon Régence et une nursery de l'époque édouardienne.

## Sports et loisirs
Le champ de course de Cheltenham, dans le village voisin de Prestbury, est la maison du National Hunt, des courses de sauts d'obstacles au Royaume-Uni. Les réunions se tiennent  d'octobre à avril. Le point culminant de la saison est la Cheltenham Gold Cup qui se tient normalement mi-mars, durant le Festival de Cheltenham. Cette coïncidence avec la Fête de la Saint-Patrick assure que la ville voit arriver un afflux de chevaux de course irlandais.
Les équipes de football locales sont le Cheltenham Town Football Club qui joue dans la deuxième ligue, et le Cheltenham Sarrasins Football Club dans la Division de la ligue de l'Ouest.
Les clubs de rugby à XV sont Cheltenham RFC, Cheltenham Saracens RFC, Cheltenham du Nord RFC et Patesians Old RFC.
La ville dispose d'un terrain de golf, Lilley Brook, à Charlton Kings.
Cheltenham est l'un des plus importants clubs de croquet dans le pays, et abrite le siège de l'organisme national du sport, la Croquet Association.
Sandford Parks Lido est une des plus grandes piscines de plein air d'Angleterre. Elle a un bassin principal de 50 m, un bassin pour enfants et pataugeoire, dans des jardins paysagers.

## Personnalités
Personnalités nées dans la ville
- Paul Casey (1977-), golfeur.
- Julian Beever (1959-), artiste graffeur.
- Jaz Coleman (1960-), musicien.
- Würzel (1949-2011), guitariste du groupe Motörhead.
- Arthur Travers Harris (1892-1984), militaire, commandant des forces britanniques de bombardement sur l'Allemagne.
- Robert Hardy (1925-2017), acteur.
- Gustav Holst (1874-1934), compositeur.
- Brian Jones (1942-1969), membre fondateur des Rolling Stones.
- Felicity Lott (1947-), chanteuse classique.
- Christopher Gunning (1944-2023), compositeur de musique de film et chef d'orchestre.
- Richard O'Brien (1942-), acteur et écrivain.
- Ralph Richardson, (1902-1983), acteur.
- Edward Adrian Wilson (1872-1912), explorateur polaire.
- Michael Edwards (1963-), sauteur à ski.
- [Jack Lisowski] ([1991]), joueur de snooker "billard" professionnel.

Personnalités décédées dans la ville
- William-Harold Dudley (1890-1949), peintre
- Home Riggs Popham (1762-1820), amiral

## Villes jumelles
- Annecy (France)
- Cheltenham (Pennsylvanie) (États-Unis)
- Göttingen (Allemagne)
- Sotchi (Russie)
- Weihai (Chine)
- Stampersgat (Pays-Bas)
- Kisumu (Kenya)